# Acetonema
L' Acetonema è un genere di batterio  appartenente alla famiglia delle Acidaminococcaceae.